# Guile (Street Fighter)
Guile, personaje de la saga de videojuegos Street Fighter, es un piloto de las Fuerzas Armadas de los Estados Unidos. En la película, "Street Fighter: La última batalla" de 1994, es interpretado por Jean-Claude Van Damme.

## Historia

### Street Fighter Alpha 3
En este juego Guile es un teniente coronel de las fuerzas aéreas de los Estados Unidos de América que recibe un día la orden de encontrar y llevar de vuelta a la base al comandante Charlie, quien estaba desaparecido durante el torneo. Fue inmediatamente, ya que Charlie era su mejor amigo desde que el era un cadete o un  recluta. 
Guile se encontró con la agente de interpol Chun-Li, que le dijo que dejara de buscarle porque había ido solo tras Bison y él era el único que podría detenerle, pero no le hizo caso. 
Cuando Guile encontró a Charlie, éste había encontrado a Bison y los dos combatieron contra él. Así, Guile se unió a Charlie y a Chun-Li. Fueron juntos a destruir la base de Shadaloo, pero en ese momento Bison los atacó, y cuando Guile estaba a punto de ser derrotado, Charlie se interpuso y agarró a Bison el tiempo suficiente para que Guile pudiera escapar.
Guile y Chun-Li se salvaron pero Charlie murió en la explosión de la base de Shadaloo junto a Bison, había sacrificado su vida por Guile, quien quería sentir que Charlie seguía ahí fuera, en alguna parte.

### Street Fighter II
Años después, tras recibir una invitación personal de Bison, Guile (ahora comandante), participa en el segundo torneo de Street Fighter esperando poder vengar a Charlie.
En su final se abre paso en el torneo hasta llegar a Bison, a quien derrotaría quedando gravemente herido, cuando Guile está a punto de darle el golpe de gracia, aparecen su mujer y su hija, que le convencen para volver a casa con ellas, ya que matar a Bison no le devolvería la vida a Charlie y le convertiría a él en un asesino como Bison.
Guile vive una vida feliz y tranquila junto a su familia y se siente como si hubiera despertado de una pesadilla.

### Street Fighter EX
Guile recibe otra invitación de Chun-Li para participar en Street Fighter EX, Guile consigue llegar hasta la última ronda y derrotar a M. Bison, pero queda gravemente herido. Perdiendo el conocimiento y rodeado de soldados de Shadaloo, tanto ellos como él mismo ya lo creían muerto. Sin embargo los recuerdos de su familia le dieron fuerzas para levantarse y luchar para volver a casa.

### Street Fighter IV
Guile se encuentra con Chun-Li para investigar sobre el torneo de SIN donde encuentra a Abel, quien reconoce el sonic boom, iniciando una lucha donde parece que no hay ganador y se vuelven aliados. En Super Street Fighter IV, en su final está en la tumba de Charlie diciendo que lo que pasó en el torneo no sería lo último que se vería de Shadoloo.

## Frases
Go home and be a family man.
Guile (Street Fighter II)

Mission start! (Mission Start!?)
Guile (Street Fighter IV)

No need for talk. Let's do this! (ごたく わい, 始めよ。 Gotaku wai, hajimeyo.?)
Guile (Street Fighter V)

## Otros datos
- En una entrevista con el productor Noritaka Funamizu, revela que la apariencia general de Guile se inspiró en Jean Pierre Polnareff, un personaje de la serie de manga JoJo's Bizarre Adventure. La página de Guile en Street Fighter × Tekken: Artworks entra en mayores detalles, explicando que los primeros diseños incluían el peinado vertical pero modesto de Polnareff, pero en el momento en que los sprites se fabricaban para el videojuego Street Fighter II, el artista de píxeles estiraba en broma el cabello de Guile hacia los lados. El equipo lo encontró divertido y decidió darle 'el aspecto siempre distintivo de Stroheim' en su lugar. Noritaka también explica que el nombre de Guile se derivó del archienemigo de Polnareff, J.Geil, aunque aparentemente fue el resultado final de una confusión del personal de desarrollo en aquel momento. Cabe señalar que Stroheim coincidentemente con Guile también tenía un trasfondo militar, así como una personalidad patriótica.
- En la versión estadounidense de SF2 su mujer se llama Jane, en la versión japonesa es Julia. Su hija es Amy en la versión americana y Chris en la japonesa. Tiene un perro llamado Sabu. Jane/Julia es la hermana de Eliza la novia de Ken, por lo que Guile y Ken son concuñados. Cabe mencionar que de manera extraña en el cómic de Street Fighter creado por Udon Comics su esposa sí se llama Julia y su hija sigue teniendo el nombre de Amy, por lo que en el cómic el nombre original de su esposa se respetó.

- Charlie y Guile comparten el mismo estilo de combate, pues supuestamente Charlie fue quien se lo enseñó.

- Amy, la hija de Guile, y Datta, el hijo de Dhalsim, son amigos por correspondencia.

- En el juego X-Men vs. Street Fighter, Charlie no murió, y Bison lo capturó y lo transformó en el agente Shadow. Guile hace un cameo con el rostro oculto entre las sombras y solo con la denominación "amigo de Charlie" jurando venganza.

- Guile también hace un cameo en el videojuego Harvey Birdman: Attorney at Law.

- En la película de imagen real Street Fighter: La Última Batalla, Guile fue interpretado por el actor Jean-Claude Van Damme.

- El tema musical de Guile es usado en un Meme de internet en el cual su tema va con cualquier tipo de situación.[1]

- Tiene un cameo en The King of Fighters '94 como una estatua de Rugal.

- Guile aparece en la nueva entrega de la saga Street Fighter V como personaje de DLC.